# Mette Munk
Mette Munk A/S eller Aryzta Holdings Denmark ApS er en dansk producent af frossent bagværk, brød og kager, der er beliggende i Odense.
Mette Munk var fra etableringen i 1962 til 1975 en del af Munke Mølle. I perioden 1989-2001 var fabrikken ejet af Danisco, hvorefter den blev solgt til direktør Henning Krustrup. Fra nytåret 2006 solgte han til parret Laila Finding og Kaj Kjærgaard. Derefter var fabrikken en overgang ejet af Sara Lee.
I 2015 blev Mette Munk solgt til Aryzta, og virksomheden er i dag et dansk datterselskab heraf. Der er ca. 106 ansatte i Mette Munk A/S.